# Rijswijk (Gelderland)
Rijswijk is een klein Nederlands dorp in de Gelderse gemeente Buren. Rijswijk telt 535 inwoners (2023).

## Geschiedenis

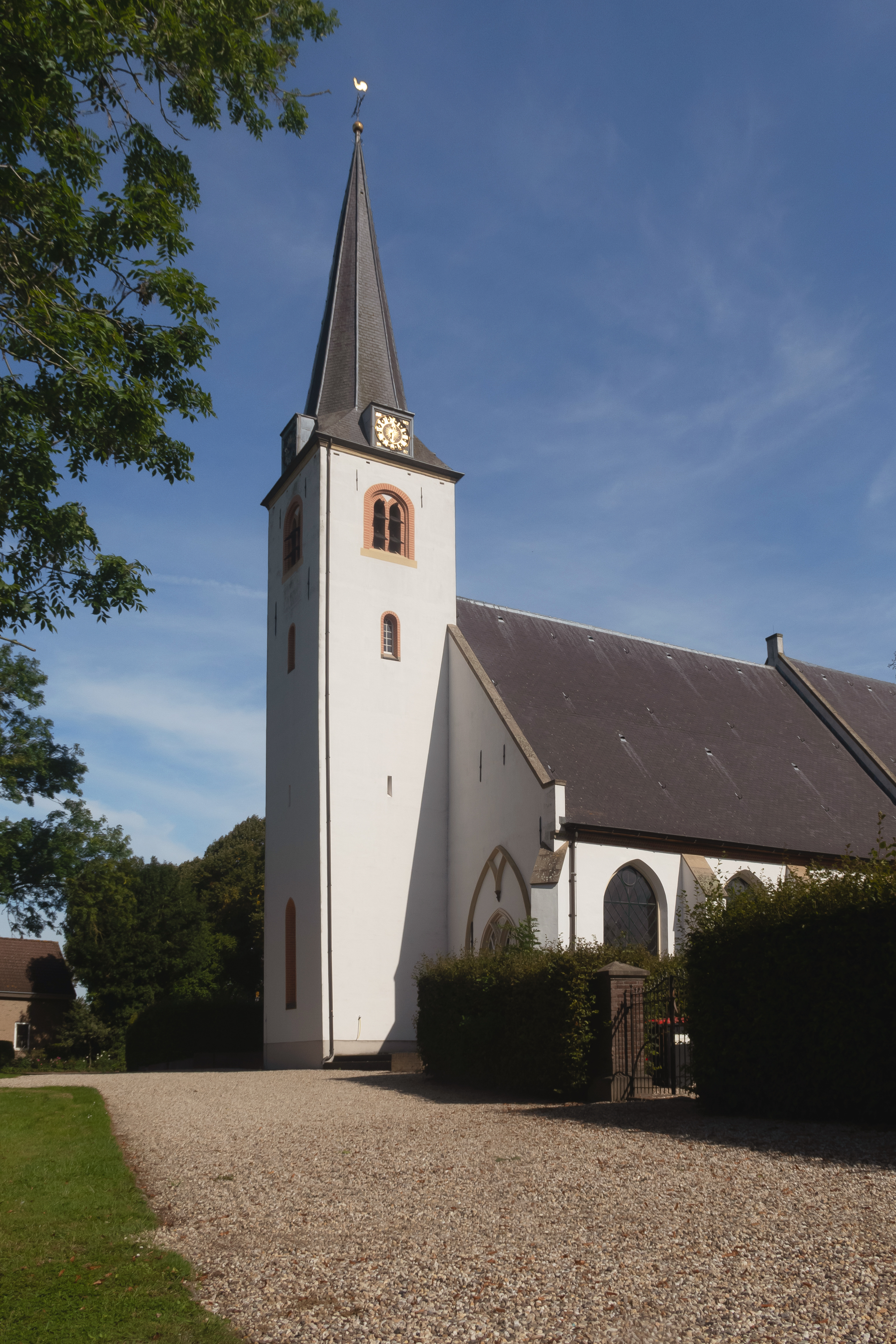
Rijswijk, kerk

Dit dorp in de Neder-Betuwe behoorde van 1811-1817 bij de voormalige gemeente Beusichem, van 1818-1998 bij de voormalige gemeente Maurik en vanaf 1999 bij de (nieuwe) gemeente Buren. Dezelfde plaatsnaam komt ook voor in Noord-Brabant en Zuid-Holland. 
In 1915 en 1916 zijn in het Essenbosch sporen gevonden van een nederzetting uit de 2e eeuw na Christus, wellicht het Romeinse castellum Levefanum.
De oudste vermelding van de naam komt voor in een 9e-eeuwse oorkonde. De naam is afgeleid van het oud Nederlandse woord 'wich' dat nederzetting betekent en 'ris' dat loot, tak of twijg betekent. Hier misschien in betekenis van vlechtwerk. Er komen veel achternamen voor, met een even grote variatie in schrijfwijze, gebaseerd op de plaatsnaam Rijswijk. Deze families kunnen afstammen van een der Rijswijken in Noord-Brabant bij Woudrichem of Zuid-Holland bij Den Haag of van de Duitse gelijknamige plaats bij Kleef.
In het dorp staat de Nederlands Hervormde Martinuskerk gebouwd in Gelders-Nederrijnse stijl.
Nabij de kerk stond tot eind 19e eeuw het kasteeltje Hoekenburg. Ten zuidoosten van Rijswijk was kasteel Den Brakel te vinden.

## Voorzieningen
Er zijn enkele voorzieningen te vinden in Rijswijk. Zo is er een openbare basisschool, de Wiekslag. In de zomer van 2024 wordt echter besloten deze school als gevolg van te weinig nieuwe aanmeldingen per 1 augustus 2025 te sluiten.
Rijswijk kent een voetbalvereniging VV SCR (welke leden telt van verschillende dorpen binnen de gemeente Buren), een buurtvereniging, een Oranjevereniging en een verenigingsgebouw, de Hoekenburg.
Winkels zijn er in Rijswijk niet te vinden, hiervoor gaan bewoners onder andere naar omliggende dorpen als Maurik of Beusichem.

## Monumenten
- Lijst van rijksmonumenten in Rijswijk (Gelderland)
- Lijst van gemeentelijke monumenten in Rijswijk (Gelderland)

## Molen De Hoop
Molen De Hoop is een Betuwse korenmolen. De molen, gebouwd in de 18e eeuw, is van het type ronde stenen grondzeiler. De functie van de molen is "korenmolen" en de inrichting bestaat uit 1 koppel maalstenen.
Op de plaats van de tegenwoordige molen (in de uiterwaarden van de Lek) heeft een voorganger gestaan - waarschijnlijk een standerdmolen - die in de tweede helft van de 17e eeuw in handen was van molenaar Cornelis Willemss. Rijswijk maakte toen deel uit van de heerlijkheid Maurik, welke tot 1697 behoorde tot de bezittingen van de heren, later graven van Culemborg. Reeds in de 14e eeuw hield de heer van Culemborg het gemaal en de wind in pacht van de hertog van Gelre. Uit notariële akten blijkt dat in 1732 gesproken wordt over "seeckeren steenen wind coornmolen ...... kerspel Rijswijck". Sinds 1962 is de molen eigendom van de N.V. Maatschappij tot exploitatie van Waalsteenfabrieken te Wijk bij Duurstede. In 1967 is er een restauratie uitgevoerd.
Samen met de molen Rijn en Lek in Wijk bij Duurstede aan de overkant van de rivier de Lek vormt De Hoop een aantrekkelijk uitzicht over de rivier als men vanaf de nabije veerpont over de noordelijke winterdijk naar Wijk bij Duurstede gaat.

## Het Amsterdam-Rijnkanaal
Nabij Rijswijk, om precies te zijn bij Ravenswaaij, kruist het Amsterdam-Rijnkanaal de Lek. Vroeger liep de verbinding tussen Amsterdam en de Rijn nogal gebrekkig via de Zuiderzee, de Vecht, de Utrechtse stadsgrachten, de Vaartsche Rijn en de Lek. Daar kwam verbetering in door het graven van het Merwedekanaal, zodat de Amsterdamse schepen bij Gorinchem de Boven-Merwede op konden varen. Maar dat kanaal bleek al snel te klein en in de jaren dertig werd besloten een rechtstreekse verbinding aan te leggen tussen Amsterdam en het Ruhrgebied. Oostelijk van het Amsterdam-Rijnkanaal ligt Rijswijk, dat een veerverbinding heeft met het vestingstadje Wijk bij Duurstede, aan de overzijde van de Lek.